# Ordos International Circuit
Ordos International Circuit is een circuit in Ordos, China.
Het circuit is geopend in juli 2010.

## Evenementen
Op 3 oktober 2010 werd op het circuit de tiende ronde van het Superleague Formula seizoen 2010 verreden. Hiernaast zullen op het circuit een ronde van het Chinese Toerwagenkampioenschap en de Scirocco Cup China georganiseerd worden.